# Paulchens Millionenkuss
Paulchens Millionenkuss ist ein deutscher Propagandafilm von 1918 innerhalb der Stummfilmreihe Paulchen. Hauptdarsteller ist Paul Heidemann.

## Handlung
Heidemann wirbt in diesem Film für Kriegsanleihen. Junge Damen, die die Anleihen einsammeln, dürfen sich mit ihm vor dem Ullstein-Haus treffen. Diejenige, die die meisten Kriegsanleihen eingesammelt hat, erhält einen Kuss.

## Hintergrund
Der Stummfilm hat eine Länge von 514 Metern – was circa 28 Minuten entspricht – in einem Akt mit 26 Zwischentiteln. Produziert wurde Paulchens Millionenkuss von Oliver Film unter der  Nr. 99F. Der Film wurde von der Polizei Berlin unter der Nummer 41610 für jugendfrei erklärt.
Das Plakat zum Film Paulchens Millionenkuss schuf der Lithograph und Graphikkünstler Hans Rudi Erdt (1883–1925).

## Veröffentlichung
Der Filmverleih der Deutschen Kinemathek verfügt über eine Fassung in der Länge von 36 Metern (ca. 6 Minuten), die auch verliehen wird und verfügt auch über die 35mm Archivkopie.